# Carlo Rustichelli
Carlo Rustichelli (Carpi, 25 de desembre de 1916 – Roma, 13 de novembre de 2004) va ser un compositor italià.

## Biografia
Llicenciat en piano i composició, després d'una breu etapa teatral va debutar en la música de cinema amb Gli ultimi filibustieri (1943). Des d'aleshores ha col·laborat en més de dues-centes bandes sonores, demostrant una vena melòdica fàcil i evocant atmosferes i estats d'ànim que s'adapten tant a pel·lícules dramàtiques com a comèdies i comèdies. La seva tècnica compositiva es basava en un profund coneixement de temes populars, arranjats per experts, però també variava en altres gèneres musicals. Exemplar és l'esplèndida banda sonora "jazzy" (crèdits inicials) de la pel·lícula Volem els coronels, on també conviu una agradable marxa popular als crèdits finals.
Entre les seves composicions més famoses, les escrites per a les pel·lícules de Pietro Germi, una trobada el 1947 a través del productor Luigi Rovere que va crear una col·laboració entre tots tres que recorre gairebé totes les pel·lícules del mestre: des de In nome della legge a Il ferroviere, de Il cammino della speranza a Signore e signori, les pel·lícules realitzades per la productora de Torí. A més de Germi, Rutichelli ha col·laborat amb els directors italians més prestigiosos, com ara Bertolucci, Monicelli, Pasolini i Risi, mentre que entre els directors estrangers cal recordar Billy Wilder. La seva filla Alida Chelli va debutar com a cantant en una pel·lícula de Germi Un maledetto imbroglio, en la qual interpretava una cançó en dialecte romà després també interpretada per Gabriella Ferri, del títol Sinnò me moro.
També va escriure la música de molts spaghetti western, però el comentari musical més famós segueix sent la marxa divertida i enganxosa composta per a L'armata Brancaleone que més tard es va convertir en un clàssic. La seva activitat pel cinema va ser molt intensa, sobretot entre 1950 i 1975; en reduir posteriorment els seus compromisos cinematogràfics, Rustichelli també va tenir l'oportunitat de treballar per a la televisió, component la música d'alguns drames. Carlo Rustichelli va obtenir dos Nastro d'argento a la millor banda sonora: el primer el 1959 per L'uomo di paglia de Pietro Germi, il secondo nel 1967 per la già citata Armata Brancaleone di Mario Monicelli. el segon el 1967 per l'esmentat  Armata Brancaleone de Mario Monicelli. Amb el seu fill Paolo Rustichelli va col·laborar en la creació de diverses bandes sonores per a cinema i televisió, entre elles Amici mie - Atto IIIº.
Va morir a Roma el 2004 a l'edat de 87 anys. i està enterrat al cementiri de Carpi ( MO ) juntament amb la seva filla Alida Chelli.

## Filmografia parcial
- All'ombra della gloria, dirigida per Pino Mercanti (1945)
- In nome della legge, dirigida per Pietro Germi (1949)
- La cintura di castità, dirigida per Camillo Mastrocinque (1949)
- Totò cerca casa, dirigida per Steno i Mario Monicelli (1949)
- I fuorilegge , dirigida per Aldo Vergano (1950)
- Il cammino della speranza, dirigida per Pietro Germi (1950)
- Il leone di Amalfi, dirigida per Pietro Francisci (1950)
- Atto di accusa, dirigida per Giacomo Gentilomo (1950)
- Barriera a settentrione, dirigida per Luis Trenker (1950)
- Il bivio, dirigida per Fernando Cerchio (1951)
- I falsari, dirigida per Franco Rossi (1951)
- La vendetta del corsaro, dirigida per Primo Zeglio (1951)
- Totò e le donne, dirigida per Steno e Mario Monicelli (1952)
- Il brigante di Tacca del Lupo, dirigida per Pietro Germi (1952)
- Prigioniera della torre di fuoco, dirigida per Giorgio Walter Chili (1952)
- La figlia del diavolo, dirigida per Primo Zeglio (1952)
- Gelosia, dirigida per Pietro Germi (1953)
- Perdonami!, dirigida per Mario Costa (1953)
- Ti ho sempre amato! di Mario Costa (1953)
- Amori di mezzo secolo, dirigida per Mario Chiari, Pietro Germi, Glauco Pellegrini, Antonio Pietrangeli, Roberto Rossellini (1954)
- Il cardinale Lambertini, dirigida per Giorgio Pastina (1954)
- I due compari, dirigida per Carlo Borghesio (1955)
- Un giglio infranto di Giorgio Walter Chili (1955), canzone Il giglio
- Ciao, pais... dirigida per Osvaldo Langini (1956)
- Il ferroviere, dirigida per Pietro Germi (1956)
- Disperato addio, dirigida per Lionello De Felice (1956)
- Orizzonte infuocato, dirigida per Roberto Bianchi Montero (1957)
- Padri e figli dirigida per Mario Monicelli (1957)
- Dinanzi a noi il cielo, dirigida per Roberto Savarese (1957)
- L'uomo di paglia, dirigida per Pietro Germi (1958)
- Totò e Marcellino, dirigida per Antonio Musu (1958)
- Valeria ragazza poco seria, dirigida per Guido Malatesta (1958)
- Non sono più guaglione, dirigida per Domenico Paolella (1958)
- L'uomo dai calzoni corti, dirigida per Glauco Pellegrini (1958)
- Annibale, dirigida per Carlo Ludovico Bragaglia e Edgar G. Ulmer (1959)
- Un maledetto imbroglio, dirigida per Pietro Germi (1959)
- Esterina, dirigida per Carlo Lizzani (1959)
- La prima notte, dirigida per Alberto Cavalcanti (1959)
- Noi siamo due evasi, dirigida per Giorgio Simonelli (1959)
- Caterina Sforza, la leonessa di Romagna, dirigida per Giorgio Walter Chili (1959)
- Destinazione Sanremo, dirigida per Domenico Paolella (1959)
- Arrangiatevi!, dirigida per Mauro Bolognini (1959)
- Un amore a Roma, dirigida per Dino Risi (1960)
- A noi piace freddo...!, dirigida per Steno (1960)
- La lunga notte del '43, dirigida per Florestano Vancini (1960)
- La Venere dei pirati, dirigida per Mario Costa (1960)
- Letto a tre piazze, dirigida per Steno (1960)
- Psycosissimo, dirigida per Steno (1961)
- Divorzio all'italiana, dirigida per Pietro Germi (1961)
- I moschettieri del mare, dirigida per Steno (1961)
- Giorno per giorno disperatamente, dirigida per Alfredo Giannetti (1961)
- Il ratto delle Sabine, dirigida per Richard Pottier (1961)
- La bellezza di Ippolita, dirigida per Giancarlo Zagni (1962)
- Le quattro giornate di Napoli, dirigida per Nanni Loy (1962)
- La commare secca, dirigida per Bernardo Bertolucci (1962)
- Arrivano i titani , dirigida per Duccio Tessari (1962)
- La tigre dei sette mari, dirigida per Luigi Capuano (1962)
- L'isola di Arturo, dirigida per Damiano Damiani (1962)
- Rogopag, dirigida per Jean-Luc Godard, Ugo Gregoretti, Pier Paolo Pasolini, Roberto Rossellini (1962)
- La ragazza di Bube, dirigida per Luigi Comencini (1962)
- Ercole contro Moloch, dirigida per Giorgio Ferroni (1962)
- Il colpo segreto di d'Artagnan, dirigida per Siro Marcellini (1962)
- I compagni, dirigida per Mario Monicelli (1963)
- La frusta e il corpo, dirigida per Mario Bava (1963)
- Totò e Cleopatra, dirigida per Fernando Cerchio (1963)
- Sedotta e abbandonata, dirigida per Pietro Germi (1964)
- Coriolano eroe senza patria, dirigida per Giorgio Ferroni (1964)
- Il figlio di Cleopatra, dirigida per Ferdinando Baldi (1964)
- I giganti di Roma, dirigida per Antonio Margheriti (1964)
- La valle dell'eco tonante, dirigida per Tanio Boccia (1964)
- Sandokan contro il leopardo di Sarawak, dirigida per Luigi Capuano (1964)
- Sei donne per l'assassino, dirigida per Mario Bava (1964)
- Sandokan alla riscossa, dirigida per Luigi Capuano (1964)
- Genoveffa di Brabante, dirigida per José Luis Monter (1964)
- Totò contro il pirata nero, dirigida per Fernando Cerchio (1964)
- Buffalo Bill, l'eroe del Far West, dirigida per Mario Costa (1965)
- I misteri della giungla nera, dirigida per Luigi Capuano (1965)
- L'avventuriero della Tortuga, dirigida per Luigi Capuano (1965)
- L'armata Brancaleone, dirigida per Mario Monicelli (1966)
- Signore e signori, dirigida per Pietro Germi (1966)
- Operazione paura, dirigida per Mario Bava (1966)
- Jo, jo, jo... i els altres, dirigida per Alessandro Blasetti (1966)
- Il ladro della Gioconda, dirigida per Michel Deville (1966)
- Colpo doppio del camaleonte d'oro, dirigida per Giorgio Stegani (1967)
- Dio perdona... io no!, dirigida per Giuseppe Colizzi (1967)
- I due vigili, dirigida per Giuseppe Orlandini (1967)
- I sette fratelli Cervi, dirigida per Gianni Puccini (1968)
- I tre che sconvolsero il West (Vado, vedo e sparo), dirigida per Enzo G. Castellari (1968)
- I quattro dell'Ave Maria, dirigida per Giuseppe Colizzi (1968)
- Ognuno per sé, dirigida per Giorgio Capitani (1968)
- Il pistolero segnato da Dio, dirigida per Giorgio Ferroni (1968)
- L'uomo, l'orgoglio, la vendetta, dirigida per Luigi Bazzoni (1968)
- Un minuto per pregare, un istante per morire, dirigida per Franco Giraldi (1968)
- I bastardi, dirigida per Duccio Tessari (1968)
- Cin cin... cianuro, dirigida per Ernesto Gastaldi (1968)
- Un treno per Durango, dirigida per Mario Caiano (1968)
- La battaglia di El Alamein, dirigida per Giorgio Ferroni (1969)
- Delitto quasi perfetto, dirigida per Mario Camerini (1969)
- Probabilità zero, dirigida per Maurizio Lucidi (1969)
- La collina degli stivali, dirigida per Giuseppe Colizzi (1969)
- La porta del cannone, dirigida per Leopoldo Savona (1969)
- Le castagne sono buone, dirigida per Pietro Germi (1970)
- Brancaleone alle crociate, dirigida per Mario Monicelli (1970)
- E venne il giorno dei limoni neri, dirigida per Camillo Bazzoni (1970)
- Bubù, dirigida per Mauro Bolognini (1971)
- Detenuto in attesa di giudizio di Nanni Loy (1971)
- In nome del popolo italiano, dirigida per Dino Risi (1971)
- Il sergente Klems, dirigida per Sergio Grieco (1971)
- Mordi e fuggi, dirigida per Dino Risi (1972)
- Don Camillo e i giovani d'oggi, dirigida per Mario Camerini (1972)
- Què va passar entre el meu pare i la teva mare?, dirigida per Billy Wilder (1972)
- Zanna Bianca, dirigida per Lucio Fulci (1972)
- Milano rovente, dirigida per Umberto Lenzi (1972)
- Bella, ricca, lieve difetto fisico, cerca anima gemella, dirigida per Nando Cicero (1972)
- Una matta, matta, matta corsa in Russia, dirigida per Ėl'dar Rjazanov i Francesco Prosperi (1972)
- Alfredo, Alfredo, dirigida per Pietro Germi (1972)
- Vogliamo i colonnelli, dirigida per Mario Monicelli (1973)
- Tutti per uno botte per tutti, dirigida per Bruno Corbucci (1973)
- Il ritorno di Zanna Bianca, dirigida per Lucio Fulci (1974)
- L'emigrante, dirigida per Pasquale Festa Campanile (1974)
- Permettete signora che ami vostra figlia?, dirigida per Gian Luigi Polidoro (1974)
- Zanna Bianca alla riscossa, dirigida per Tonino Ricci (1974)
- Un uomo, una città, dirigida per Romolo Guerrieri (1974)
- Amici miei, dirigida per Mario Monicelli (1975)
- Il gatto mammone, dirigida per Nando Cicero (1975)
- Salvo D'Acquisto, dirigida per Romolo Guerrieri (1975)
- Une femme à sa fenêtre, dirigida per Pierre Granier-Deferre (1976)
- L'homme pressé dirigida per Édouard Molinaro (1977)
- La gang del parigino, dirigida per Jacques Deray (1977)
- 6000 km di paura, dirigida per Bitto Albertini (1978)
- Le beaujolais nouveau est arrivé, dirigida per Jean-Luc Voulfow (1978)
- Zio Adolfo in arte Führer, dirigida per Franco Castellano i Giuseppe Moccia (1978)
- Assassinio sul Tevere, dirigida per Bruno Corbucci (1979)
- Testa o croce, dirigida per Nanni Loy (1982)
- Amici miei - Atto IIº, dirigida per Mario Monicelli (1982)
- Il petomane, dirigida per Pasquale Festa Campanile (1983)
- Il trono di fuoco, dirigida per Franco Prosperi (1983)
- Ator 2 - L'invincibile Orion, dirigida per Joe D'Amato (1984)
- La donna delle meraviglie, dirigida per Alberto Bevilacqua (1985)
- Amici miei - Atto IIIº, dirigida per Nanni Loy (1985)
- Per sempre, dirigida per Walter Hugo Khouri (1991)
- L'uomo dal sigaro in bocca, dirigida per Mario Sesti (1991)
- Pietro Germi - Il bravo, il bello, il cattivo, dirigida per Claudio Bondi (2009)

## Reconeixements
Nastro d'argento
- 1959 - Millor banda sonora per L'uomo di paglia
- 1967 - Millor banda sonora per L'armata Brancaleone